# Ana Miranda
Ana María Miranda Paz, née le 2 mai 1971 à Cuntis, est une femme politique espagnole, membre du Bloc nationaliste galicien.

## Formation et carrière professionnelle
Après des études de droit à l'université de Saint-Jacques-de-Compostelle et à celle de Passau, elle se spécialise en droit européen à l'université de La Corogne et à l'université catholique de Louvain.
De 1999 à 2004, elle dirige le cabinet du député européen Camilo Nogueira.

## Carrière politique
En juin 2009, lors des élections européennes, Ana Miranda est placée en deuxième position de la liste Europe des Peuples - les Verts qui parvient à faire élire un député en la personne d'Oriol Junqueras. Le 1er janvier 2012, après la démission de ce dernier, Ana Miranda devient députée européenne et siège au sein du groupe des Verts/Alliance libre européenne. Elle démissionne à son tour en juillet 2013 pour laisser le siège à Iñaki Irazabalbeitia.
Au scrutin européen de mai 2014, elle se présente en deuxième position sur la liste de la coalition Les peuples décident qui obtient 2 % des voix et décroche un siège, occupé par la tête de liste, Josu Juaristi.
Le 28 février 2018, Ana Miranda retrouve son siège au Parlement européen, à la suite de la démission de Josu Juaristi et le conserve jusqu'à la fin de la législature. Candidate lors des élections de 2019 sur la liste Ahora Repúblicas, elle n'est pas réélue mais retrouve néanmoins un siège en septembre 2022 après la démission de Pernando Barrena.